# Jawa 250 Pérák
Jawa 250 Pérák je motocykl, vyráběný společností Jawa, v letech 1946–1955. Předchůdci byly modely Jawa 250 Special a Jawa 250 Duplex Blok a nástupcem se stal motocykl Jawa 250 Kývačka. Po uvedení na 33. Pařížském autosalonu získal Pérák zlatou medaili, díky svému kompaktnímu uspořádání a nadčasové konstrukci. Bývá označován za nejslavnější tuzemský motocykl.

## Vývoj a výroba

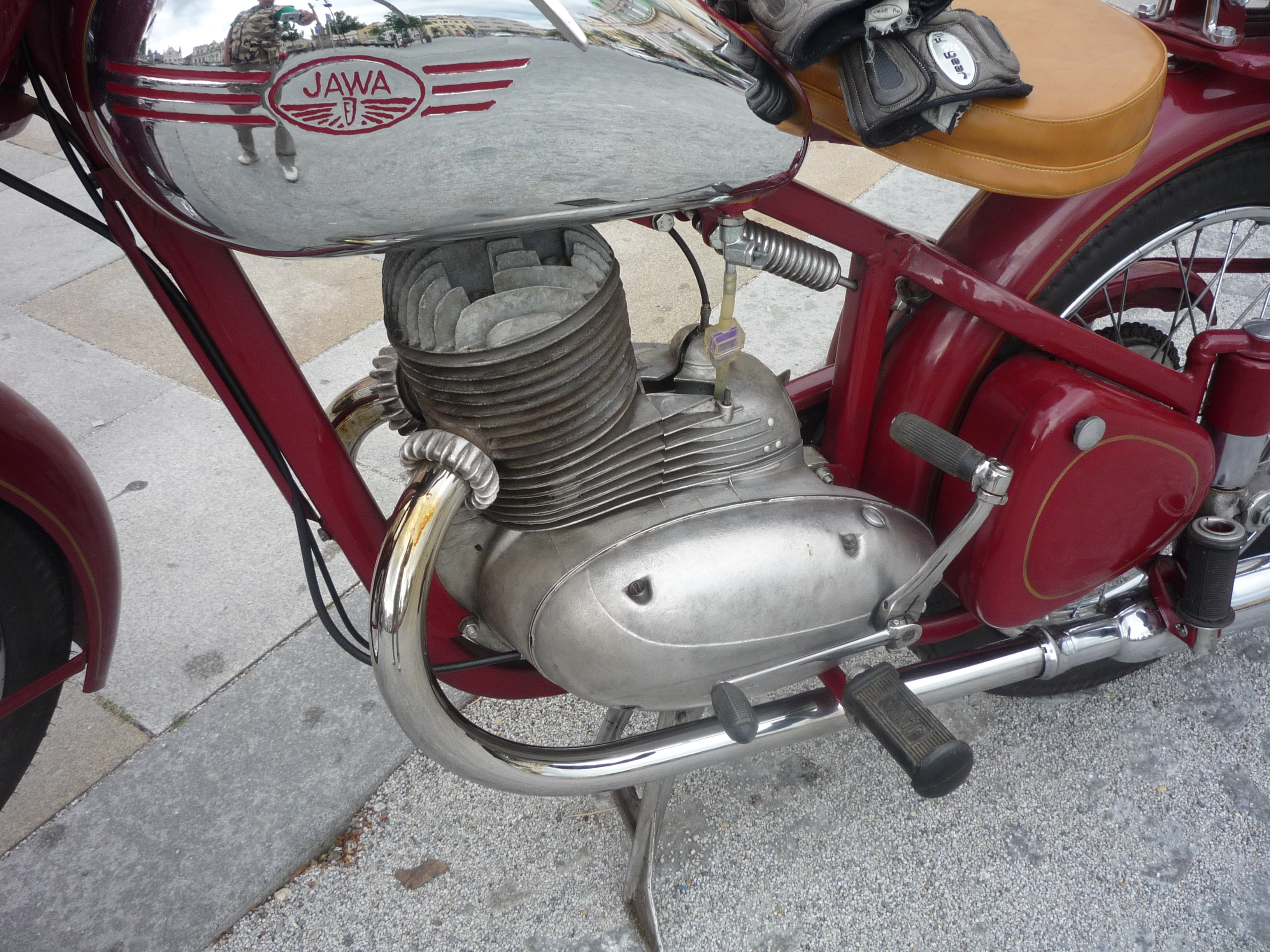
Motor Jawy 250 Pérák

Jawa 250 Pérák byl vyvíjen během 2. světové války v Protektorátu Čechy a Morava. Ve chvíli, kdy se válka otočila v neprospěch Nacistického Německa, společnost Jawa musela projekt tajit, aby nebyl veškerý materiál slit na zbraně. Ředitel Jawy Jaroslav Frei se ilegálním vývojem motocyklu vystavil velkému nebezpečí. Veškerá práce na motocyklu ovšem zůstala úspěšně v utajení až do konce války.
Jméno získala vzhledem k jejímu ilegálnímu vývoji za okupace a první tuzemské sériově vyráběné motorky s odpruženým zadním kolem podle fiktivního hrdiny protinacistického odboje Péráka.
Po konci 2. světové války v roce 1946 se Pérák dostal do masové výroby, která trvala do roku 1955. Během této doby se vyrobilo kolem 160 tisíc kusů tohoto motocyklu, většina z nich šla na export do více než stovky zemí celého světa.

## Technické specifikace
- Motor: zážehový dvoudobý, chlazený vzduchem
- Počet válců: 1
- Obsah válců: 248,5 ccm
- Vrtání: 64 mm
- Zdvih: 75 mm
- Převodových stupňů: 4
- Spojka: lamelová (5 lamel)
- Výkon: 9 koní (6,6 kW)
- Rychlost: 100 km/h
- Spotřeba: 2,5–3 l na 100 km
- Váha: 115 kg
- Délka: 2010 mm
- Výška: 954 mm
- Šířka: 700 mm

## Jawa 350 Pérák

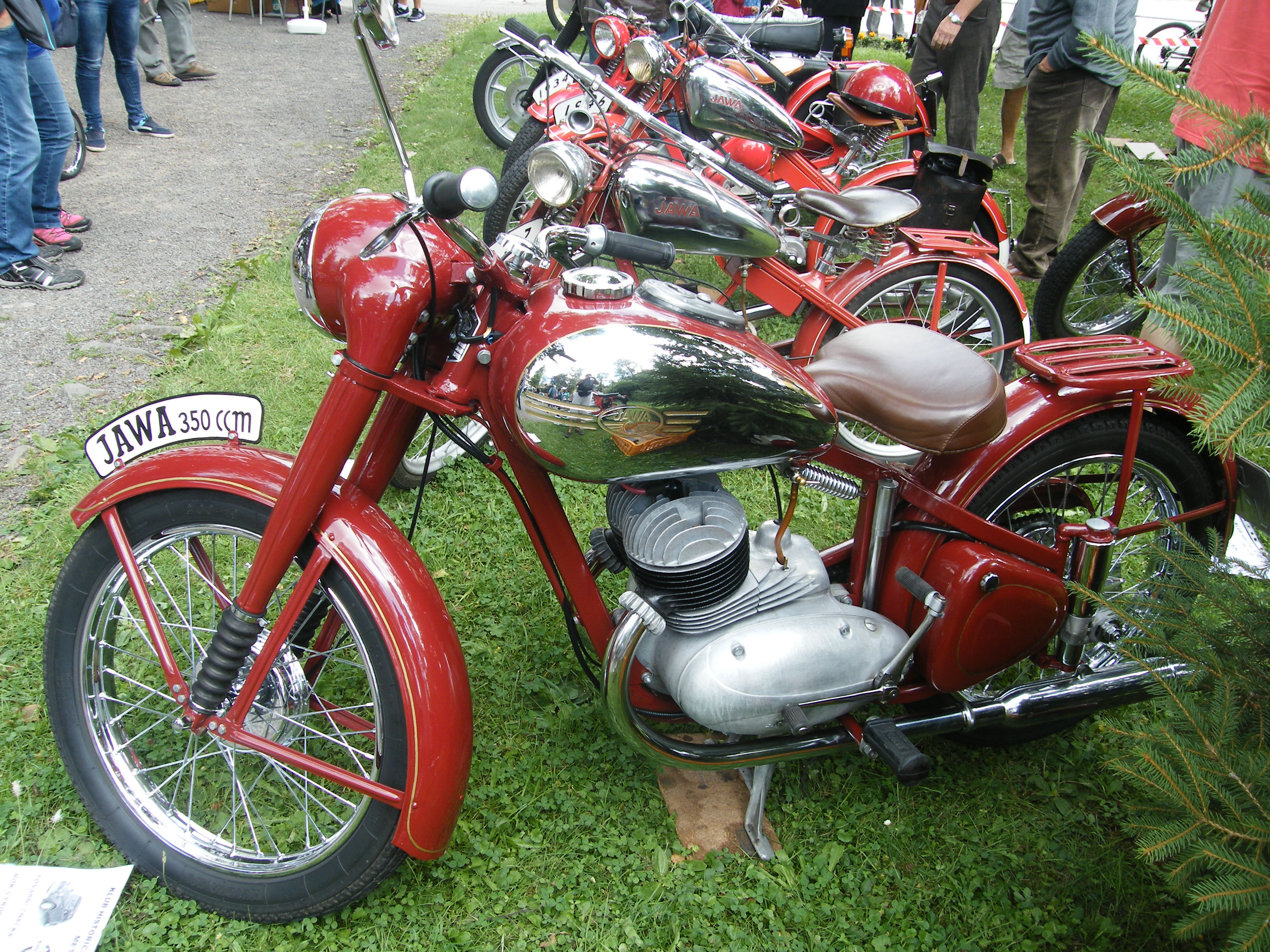
Jawa 350 Pérák (1953)

V letech 1948–1958 se vyráběla i verze Jawa 350 Pérák (do roku 1950 se vyráběla pod jménem Ogar 350/12). Konstrukčně byla identická s Jawou 250, jen disponovala silnějším dvouválcovým motorem 343,5 ccm s výkonem 8,8 kW (12 k), suchá hmotnost stoupla na 120 kg a maximální rychlost na 115 km/h. Od roku 1950 stoupl výkon na 10,3 kW (14 k).